# Antun Pinterović
Antun Pinterović (Zagreb, 5. ožujka 1940. − 5. svibnja 2009.), hrvatski domovinski i iseljenički književnik, psihoanalitičar. psihoterapeut, diplomat i prevoditelj. Živio i radio u Belgiji. U izvorima na francuskom jeziku zabilježen je pod imenom Antoine Pinterović.

## Životopis
Rodio se je u Zagrebu. Mati mu je bila Marija Dugan, komorna solo-pjevačica i kći poznatog hrvatskog skladatelja Franje Dugana, a otac Zvonimir Pinterović, sveučilišni profesor analitičke kemije (kemičar i fizičar). Antun je u Zagrebu završio pučku školu i prva dva razreda gimnazije. Poslije rata otac mu je morao u izbjeglištvo. Nekoliko godina poslije Antun se pridružio ocu sa sestrom i materom u Belgiji 1953. godine. Školovanje je nastavio u Bruxelles u klasičnoj gimnaziji. Maturirao je 1959. godine. Upisao je studij filozofije i književnosti (romanistiku). Magistrirao je 1966., 1967. godine položio je i profesorski ispit na Katoličkom sveučilištu u Louvainu. Supruga G. Chantinne tragično je poginula. Ponovo se oženio groficom i poznatom akademskom slikaricom Claudiom Goethals, s kojom je dobio djecu Radomira i Yasnu Pinterović.
Zaposlio se je 1968. u gimnaziji kao gimnazijski profesor francuske književnosti i psihologije. Usavršavao se je analitičkoj psihologiji, u Bruxellesu, Zürichu i dr. Na više je kliničkih ustanova radio kao psihoterapeut i psihoanalitičar.
1980-ih se je djelatno uključio u politiku. Najviše je djelovao kroz Hrvatsko narodno vijeće ili kao predstavnik tog vijeća pri Paneuropskoj uniji. Početkom 1991. godine bio je imenovan počasnim predstavnikom Republike Hrvatske u zemljama Beneluksa i Europske zajednice. Poslije je bio dragovoljni savjetnik u hrvatskom poklisarstvu u Belgiji.
Prvo je književno djelo objavio na francuskom. Bila je to jedna knjiga pjesama na francuskom jeziku. Od tad je povremeno objavljivao pjesme u belgijskim književnim časopisima (primjerice L' Artere) i na hrvatskom u hrvatskim emigrantskim listovima, prije svega Hrvatskoj reviji, čiji je redovni suradnik od 1974. godine. Eseji i članci tematski su mu većinom u svezi s hrvatskom književnosti i povijesti. Pri tome je primijenio dubinsku psihologiju C. G. Junga u analizi hrvatske književnosti i povijesti.
Kao znanstvenik surađivao je s raznim inozemnim smotrama. Veliki je opus ostavio kao prevoditelj.

## Djela
Priprema mu se tiskanje knjige s njegovim književnim stvaralaštvom na hrvatskom jeziku. Objavio je zasebice djela:
- Au pays des joyaux eteints (pjesme na francuskom), Bruxelles, 1966. 

- Das kroatische Trauma (eseji na njemačkom: suautori: Hrvoje Lorković i Mladen Schwartz), Koblenz 1992.
Prevoditeljski opus mu je bogat. Od prijevoda književnih djela važan je prijevod na francuski zbirke Višnje Stahuljak Kristalna ruda svemira i njene priče Čarobnjaka. Od prijevoda u znanstvenom i stručnom području ističu se prijevodi na francuski vrhunskih djela švicarskih jungovaca (C. T. Frey-Wehrlin, Adolf Guggenbühl-Craig, Alfred J. Ziegler).

## Nagrade i priznanja
- Šimun Šito Ćorić uvrstio ga je u svoju antologiju 60 hrvatskih emigrantskih pisaca.[2]